# Rosari missioner

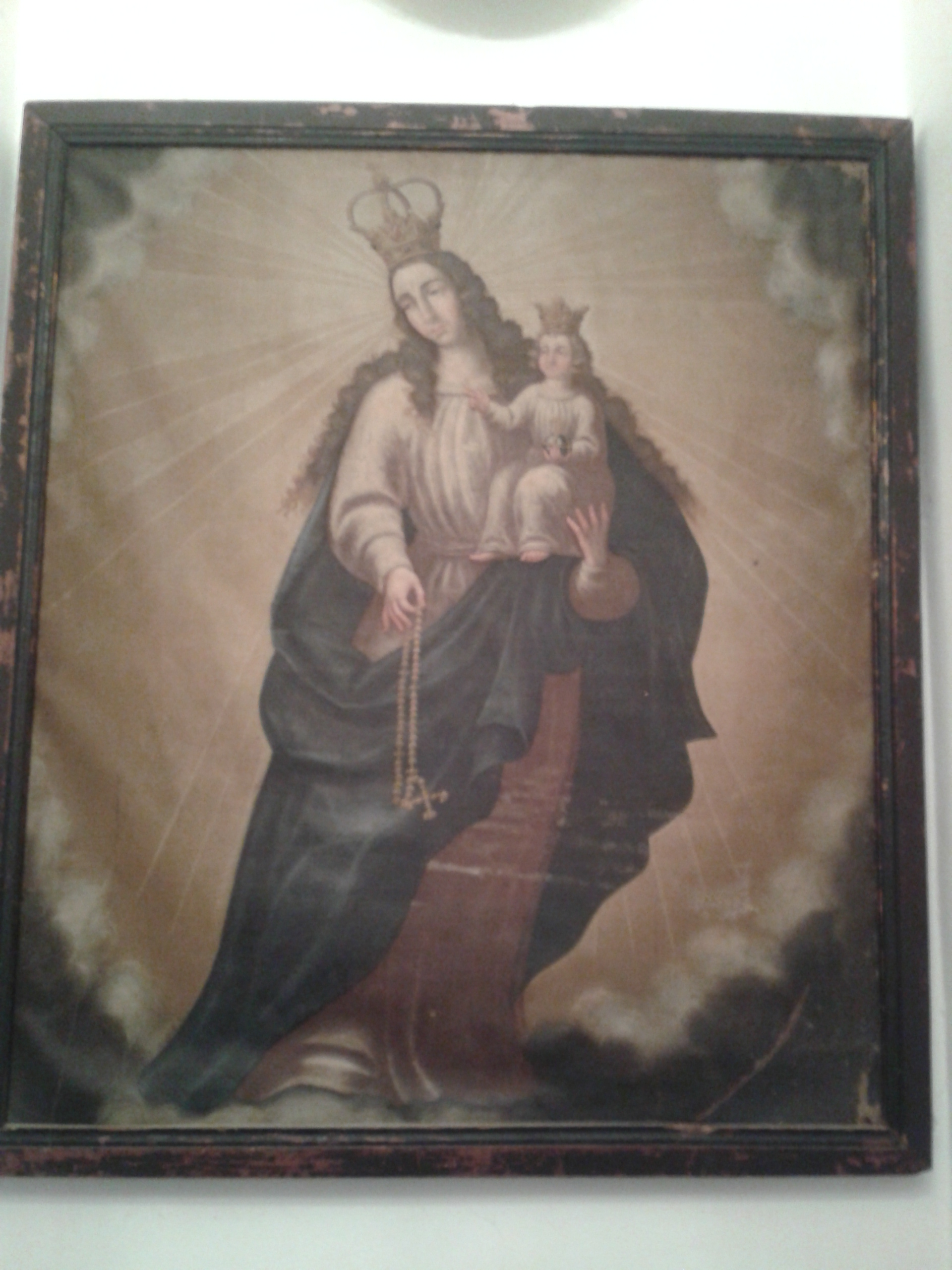
Mare de Déu del Rosari amb Nen. S XVII. Oli sobre tela

El Rosari missioner és un rosari peculiar. Aquest rosari es resa amb la intenció de recordar-se de tots els cristians del món. Va ser ideat per Monsenyor Fulton Shieen, bisbe Nord-americà a mitjans del s. XX. De seguida el Papa Joan XXIII es va convertir en un dels seus principals devots. El Papa resava el Rosari Missioner cada dia.
La característica que fa diferent aquest rosari és el fet que les boletes hi són agrupades en 5 colors diferents i que aquests colors representen els 5 continents habitats..

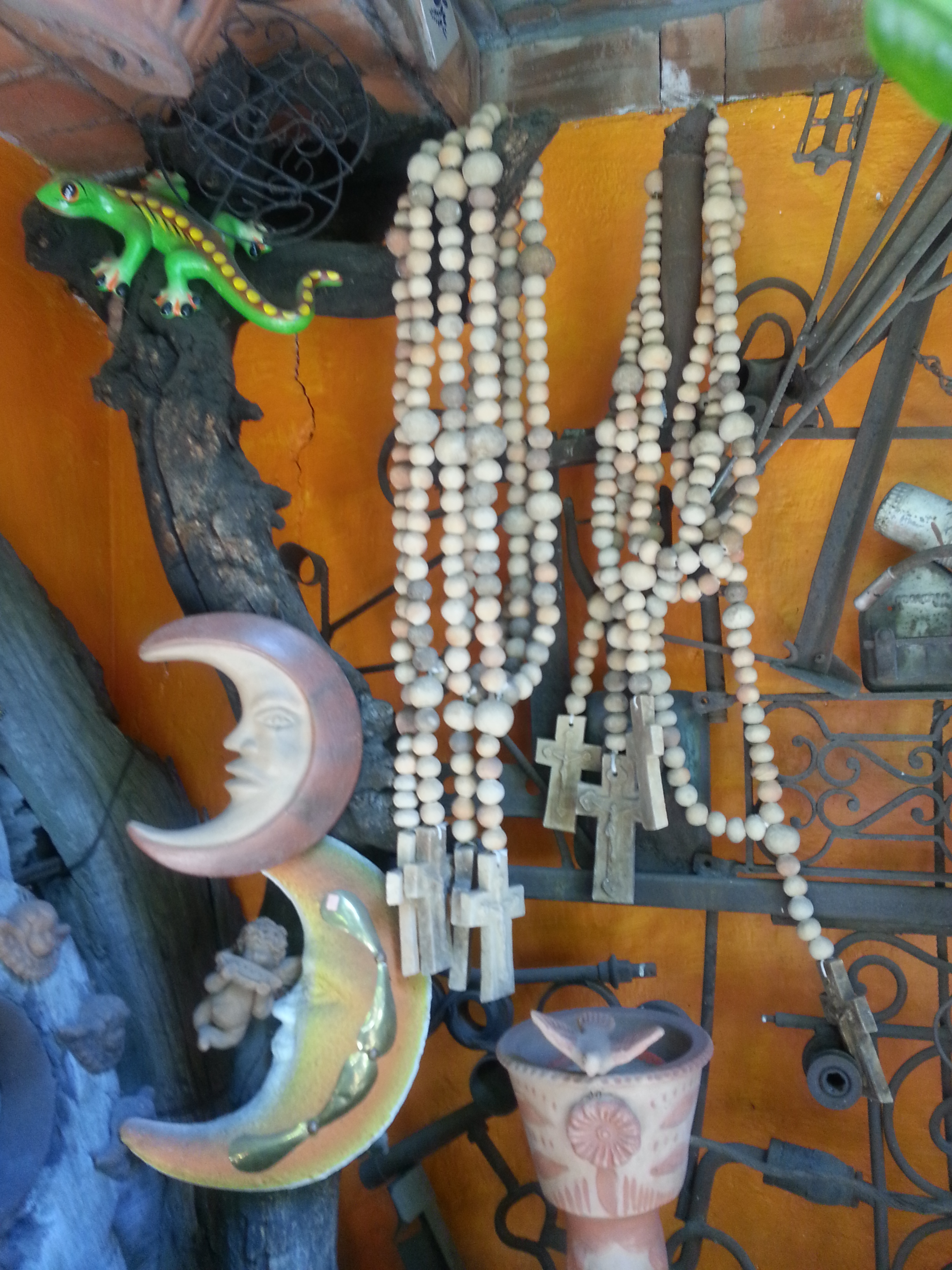
Rosaris gegants fets de fang. Metepec, Estat de Mèxic

Les boletes s'agrupen en cinc colors diferents
1. El primer és de color verd i es resa per Àfrica. El color verd recorda les verdes selves d'aquest continent.
2. El segon és de color vermell i es resa per Amèrica. El color vermell recorda a les persones originàries del continent a les quals se'ls relacionava amb aquest color de pell.
3. El tercer és de color blanc i es resa per Europa. El color blanc recorda a la raça blanca, originària d'aquest continent i al color de les vestidures del Papa, que també té en ell la seva seu.
4. El quart, de color blau i es resa per Oceania. El color blau ens parla d'Oceania, amb els seus milers d'illes escampades en les blaves aigües de l'Oceà Pacífic.
5. El cinquè, finalment, és de color groc i es resa pels habitants d'Àsia. El color groc porta a la memòria l'Àsia, poblat en gran part per races d'aquest color.[2]

El res, bàsicament, no difereix en molt. Les tres últimes Ave Maries són:
1. Déu et salvi Maria, filla de Déu Pare; Verge Santíssima Abans del part; a Les teves Mans posem la nostra Fe perquè la il·luminis; plena ets de gràcia. Déu et salvi Maria, Mare de Déu Fill; Verge Santíssima Durant del part; a Les teves Mans posem la nostra Esperança perquè l'encoratgis; plena ets de gràcia. Déu et salvi Maria, esposa de Déu Esperit Sant; Verge Santíssima Després del part; a Les teves Mans, posem la nostra Caritat, perquè la inflamis; plena ets de gràcia Déu et salvi Maria; temple i Sagrari de la Santíssima Trinitat; Verge concebuda sense pecat original. Déu et salvi reina i Mare de Misericòrdia.

El Rosari Missioner té una altra diferència i és a l'hora de resar-lo. Després de cada misteri s'afegeix: "Santa Maria Reina de les Missions, prega al Senyor Jesús per nosaltres!" O també es pot dir: "Santa Maria reina de les Missions! Prega per nosaltres. Sagrat Cor de Jesús; en vós confio!"

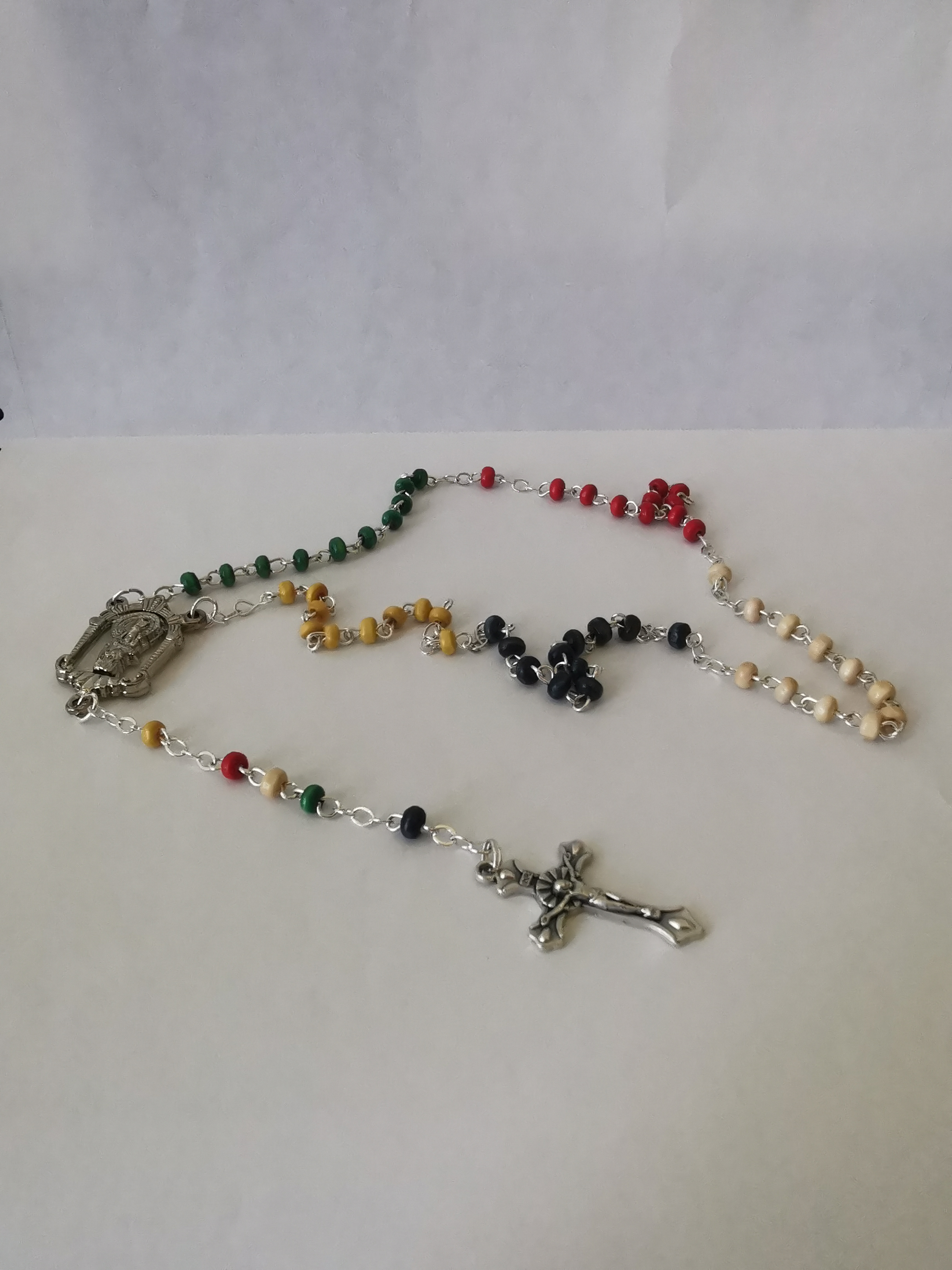
Rosari Missioner de San José de la Muntanya

- S'Inicia amb el senyal de la santa creu
- Es resa un pare nostre i 1 Ave Maria
- Es resa un pare nostre i 2 Ave Maria
- Es resa un pare nostre i 3 Ave Maria
- Es resa un pare nostre i 4 Ave Maria
- Es resa un pare nostre i 5 Ave Maria

Al finalitzar el Rosari es resen tres Ave Maries per demanar l'augment de l'esperit missioner i sobre tot per que aumentin les vocacions sacerdotals, religioses i de laics missioners...